# Kisbucsa
Kisbucsa là một thị trấn thuộc hạt Zala, Hungary. Thị trấn này có diện tích 8,8 km², dân số năm 2010 là 478 người, mật độ 54 người/km².